# Grad Negova
Grad Negova ali Negovski Grad kot mu pravijo domačini, stoji v istoimenskem naselju Negova v Slov. goricah.
Grad se prvič omenja leta 1425 pod imenom Egaw, njegov lastnik pa je bil deželni glavar Hans iz Windena na Štajerskem. Od leta 1542 in vse do konca druge svetovne vojne je bil v lasti grofov Trautmansdorf. V 16. stol. so grad razširili za tri trakte s stolpi, in v 17. stol. je bil izgrajen tako imenovani novi grad. Leta 1939 je grad pogorel, takrat je bilo uničeno nekaj poslopij med drugimi je bil porušen eden od stolpov. Po drugi svetovni vojni je bil grad nacionaliziran, in so ga uporabljali za stanovanja.
V letu 2021 bo na gradu v okviru Negovskih zgodb zaživela spominska soba Ivanu Krambergerju.